# 쌍대뿔

(푸른 부분)의 쌍대뿔은 (붉은 부분)이다.

기하학에서, 쌍대뿔(雙對뿔, 영어: dual cone)은 주어진 벡터 집합의 모든 원소와의 내적이 음수가 아닌 벡터들로 구성된 부분 집합이다.

## 정의
실수 내적 공간 {\displaystyle (V,\langle ,\rangle )}가 주어졌다고 하자. {\displaystyle V}의 임의의 부분 집합 {\displaystyle C\subseteq \mathbb {R} ^{n}}의 쌍대뿔은 다음과 같은 부분 집합이다.
{\displaystyle C^{\vee }=\{v\in \mathbb {R} ^{n}\colon \langle c,v\rangle \geq 0\;\forall c\in C\}}

## 성질
실수 벡터 공간 {\displaystyle V} 속의 뿔은 다음 두 연산에 대하여 닫혀 있는 부분 집합 {\displaystyle C\subseteq V}이다.
- 임의의 {\displaystyle v\in C} 및 {\displaystyle \lambda \in [0,\infty )}에 대하여, {\displaystyle \lambda v\in C}
- {\displaystyle C}는 덧셈에 대한 모노이드이다. 즉, 임의의 {\displaystyle u,v\in C}에 대하여, {\displaystyle u+v\in C}이다. ({\displaystyle 0\in C}인 것은 첫째 조건에 대하여 항상 성립한다.)

실수 내적 공간 {\displaystyle V} 속의 임의의 부분 집합 {\displaystyle C\subseteq V}의 쌍대뿔 {\displaystyle C^{\vee }\subseteq V}은 항상 뿔이며, 볼록 집합이며, 닫힌집합이다.
실수 내적 공간 {\displaystyle V} 속의 임의의 부분 집합 {\displaystyle C\subseteq V}에 대하여,
{\displaystyle C^{\vee \vee }\supseteq C}
이다.
실수 내적 공간 {\displaystyle V} 속의 임의의 두 부분 집합 {\displaystyle C,D\subseteq V}에 대하여, 만약 {\displaystyle C\subseteq D}라면,{\displaystyle C^{\vee }\supseteq D^{\vee }}
이다.

## 예
실수 내적 공간 {\displaystyle V}가 주어졌다고 하자.
- 공집합 {\displaystyle \varnothing \subseteq V}의 쌍대뿔은 {\displaystyle \varnothing ^{\vee }=V}이다.
- {\displaystyle \{0\}\subseteq V}의 쌍대뿔은 {\displaystyle \{0\}^{\vee }=V}이다.
- 보다 일반적으로, 임의의 부분 벡터 공간 {\displaystyle W\subseteq V}의 쌍대뿔은 {\displaystyle W^{\vee }=\operatorname {cl} W} (폐포)이다.
- {\displaystyle V\subseteq V}의 쌍대뿔은 {\displaystyle V^{\vee }=\{0\}}이다.